# Békési szilvapálinka
A békési szilvapálinka a Körösök völgyének 30 km-es körzetében termelt, hagyományos módon előállított gyümölcspálinka. Érlelt változata enyhén sárgás színű.
A Magyar Köztársaság 2008. évi LXXIII. törvénye, a Pálinkatörvény szerinti csak olyan speciális eljárással készített gyümölcspárlat nevezhető pálinkának, amelyet Magyarországon termett gyümölcsből készítettek, és amelynek cefrézését, párlását, érlelését és palackozását is Magyarországon végezték. A sűrítményből, aszalványból, szárítmányból készült termék nem nevezhető pálinkának.
A Kárpát-medencében a szilva már a XVI. század óta őshonos, aszalványként is jelentős volt az exportja. Ugyanebből az időszakból van már adat a szilvapálinkára is létére (sligovica, szilvórium). A szilva hosszan érik, nagy a cukortartalma, így kiválóan alkalmas a pálinkafőzésre. Kedveltségét növeli, hogy feldolgozása egyszerű. A szilvapálinkának tehát kitüntetett szerepe van minden szilvatermő vidéken, így Békésben is.
A gyümölcs összegyűjtése, az erjesztés jellegzetes kisüzemi, házkörüli tevékenység volt. A pálinka kifőzését már a kezdetektől külön főzdékben végezték, eleinte uradalmi ellenőrzés és adóztatás mellett. Az 1920-as évektől az államilag ellenőrzött szeszfőzdékben megjelentek a szeszmérőgépek, így a termelés követhetővé vált.
Az eredetvédett körzethez a következő települések tartoznak: Békés, Békéscsaba, Tarhos, Bélmegyer, Kamut, Murony, Mezőberény, Telekgerendás, Köröstarcsa, Kétsoprony, Vésztő, Geszt, Doboz, Gyula, Gyulavári, Sarkad, Szabadkígyós.

## Felhasználható szilvafajták
A „békési” eredetmegjelöléssel előállított szilvapálinka alapanyaga a Békésen és Békés környékén termett szilva. A származás igazolása átvételi jeggyel vagy őstermelői igazolvány bemutatásával történik. A termék előállítására vörös szilva (minimum 50%) és egyéb szilvák (besztercei, stanley, ageni) használhatóak.
A vörös szilva színe kékespiros, lédús, íze édeskésen savas. A besztercei szilva, egyenletesen kék színű, erősen édes, savas. A stanley szilva sötétkék színű, bőven termő fajta, sokirányú felhasználásra alkalmas. Az ageni szilva ibolyáskék színű, húsa félkemény, illatos, édeskés.